# Drzazgi (powiat działdowski)
Drzazgi (niem. Fichtenwalde) – osada w Polsce położona w województwie warmińsko-mazurskim, w powiecie działdowskim, w gminie Działdowo.
W latach 1975–1998 miejscowość należała administracyjnie do województwa ciechanowskiego.